# Grand Prix de Denain 1995
Il Grand Prix de Denain 1995, trentasettesima edizione della corsa e valida come evento UCI categoria 1.4, si svolse l'11 aprile 1995 su un percorso totale di circa 191 km. Fu vinto dal belga Jo Planckaert che terminò la gara in 4h15'42", alla media di 44,818 km/h.

## Ordine d'arrivo (Top 10)
| Pos. | Corridore           | Squadra          | Tempo    |
| ---- | ------------------- | ---------------- | -------- |
| 1    | Jo Planckaert       | Collstrop        | 4h15'42" |
| 2    | Michel Zanoli       | Asfra            | s.t.     |
| 3    | Thierry Gouvenou    | GAN              | s.t.     |
| 4    | Franck Jarno        | Aki-Gipiemme     | s.t.     |
| 5    | Franck Laurance     | Mutuelle         | s.t.     |
| 6    | Andrzej Sypytkowski | Rotan Spiess.    | s.t.     |
| 7    | Ronny Assez         | Asfra            | s.t.     |
| 8    | Willy Willems       | Zetelhallen      | s.t.     |
| 9    | Lauri Aus           | Mutuelle         | s.t.     |
| 10   | Adrie van der Poel  | Collstrop-Lystex | s.t.     |